# Gornji Trpuci
Gornji Trpuci je naselje u sastavu Grada Zagreba. Nalazi se u gradskoj četvrti Brezovica.

## Stanovništvo
Prema popisu stanovništva iz 2001. godine, naselje je imalo 102 stanovnika te 36 obiteljskih kućanstava.

Prema popisu stanovništva 2011. godine naselje je imalo 87 stanovnika.
| broj stanovnika | 98    | 154   | 131   | 164   | 172   | 203   | 208   | 247   | 219   | 226   | 206   | 179   | 162   | 139   | 102   | 87    | 96    |
|                 | 1857. | 1869. | 1880. | 1890. | 1900. | 1910. | 1921. | 1931. | 1948. | 1953. | 1961. | 1971. | 1981. | 1991. | 2001. | 2011. | 2021. |